# Georg Bednorz

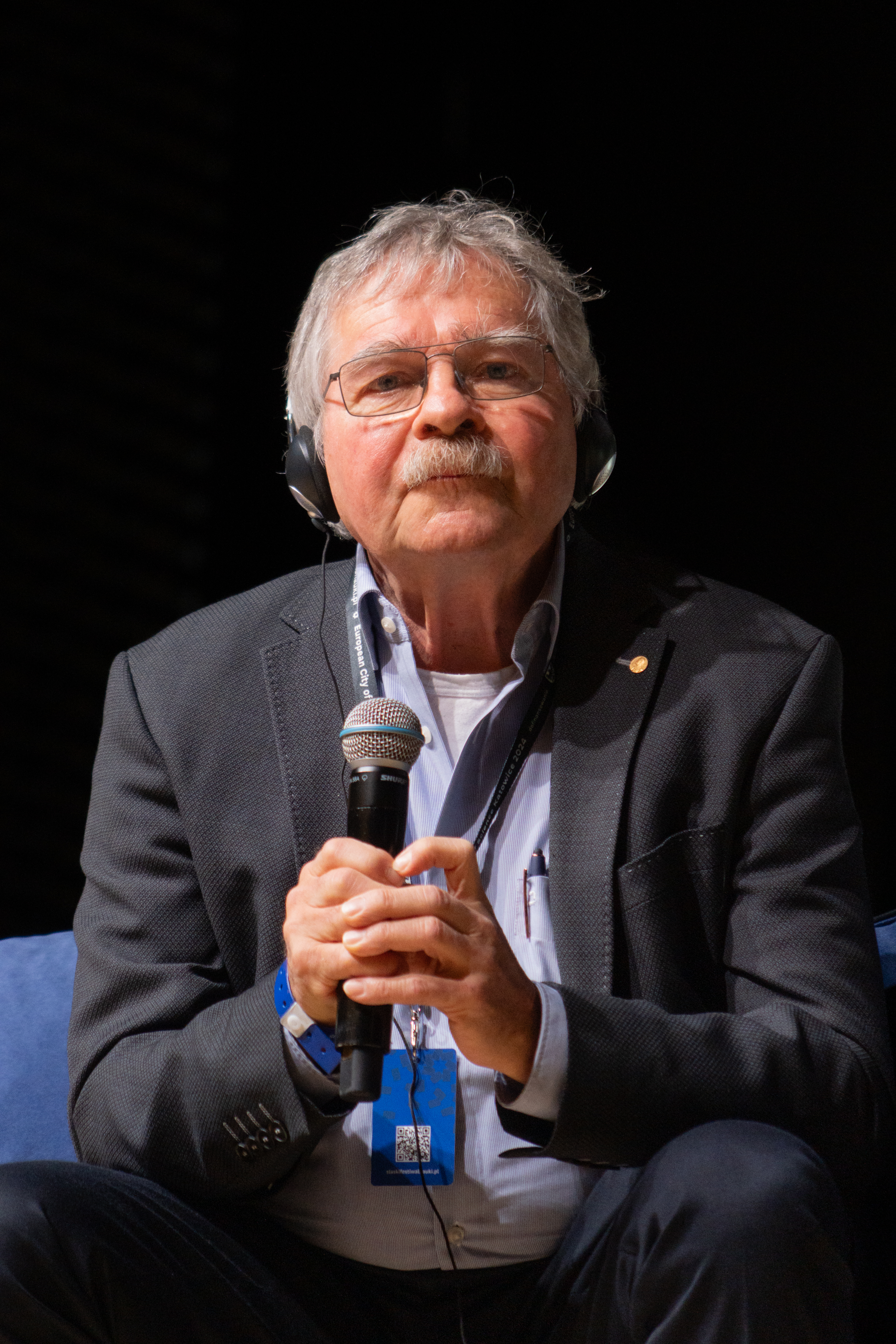
Johannes Georg Bednorz (2024)

Johannes Georg Bednorz (* 16. Mai 1950 in Neuenkirchen im Kreis Steinfurt) ist ein deutscher Mineraloge und Physiker. Er erhielt 1987 mit Karl Alexander Müller den Nobelpreis für Physik für die Entdeckung von Hochtemperatursupraleitern.

## Leben
Die Familie Anton und Elisabeth Bednorz stammte aus Schlesien und war am Ende des Zweiten Weltkrieges aus ihrer Heimat vertrieben. Die Mutter mit drei Kindern kam nach Neuenkirchen, wo der Vater sie 1949 wiederfand. Der Vater leitete als Lehrer die Dorfbauerschaft-Schule und die Mutter betätigte sich als Klavierlehrerin. Im Jahr 1950 wurde Georg Bednorz dann als viertes und letztes Kind der Familie im Neuenkirchener Ortsteil St. Arnold geboren. Die Eltern versuchten ihren Sohn für Klassische Musik zu begeistern, allerdings zunächst mit wenig Erfolg. Georg Bednorz interessierte sich mehr für praktische Arbeiten an Motorrädern und Autos seiner Brüder. In der Schule förderte sein Kunstlehrer die praktischen Fähigkeiten, Kreativität und Teamgeist. Im Alter von 13 Jahren entdeckte Bednorz dann doch seine Liebe zur Klassischen Musik und spielte Violine und Trompete im Schulorchester.
Seine Begeisterung für die Naturwissenschaften lag ursprünglich eher im Bereich der Chemie als in der Physik. Die Physikstunden waren mehr theoretisch angelegt, während der Chemieunterricht praktische Experimente beinhaltete mit oft unvorhergesehenen Ergebnissen. Nach dem Abitur am Gymnasium Martinum in Emsdetten begann Bednorz 1968 ein Chemiestudium an der Westfälischen Wilhelms-Universität Münster. Da er sich unter den vielen Studenten verloren fühlte und außerdem die Eingangsklausuren zum chemischen Einführungspraktikum nicht bestanden hatte, wechselte er zum Fach Mineralogie. Seine Diplomarbeit verfasste er unter Betreuung von Wolfgang Hoffmann im Teilgebiet der Kristallographie über synthetische Perowskite.
Im Sommer 1972 arbeitete Bednorz als Sommerstudent erstmals am IBM Zurich Research Laboratory in Rüschlikon. Nach einem zweiten Besuch 1973 kam er dann 1974 für sechs Monate in die Schweiz, um dort unter der Leitung von Hans Jörg Scheel die Experimente für seine Diplomarbeit über die Charakterisierung und das Kristallwachstum von Perovskiten (SrTiO3) zu machen. Nach einem weiteren Jahr in Münster begann Bednorz 1977 mit seiner Promotion am Laboratorium für Festkörperphysik der ETH Zürich unter der Anleitung von Heini Gränicher und Karl Alexander Müller.

## Forschung zur Hochtemperatur-Supraleitung

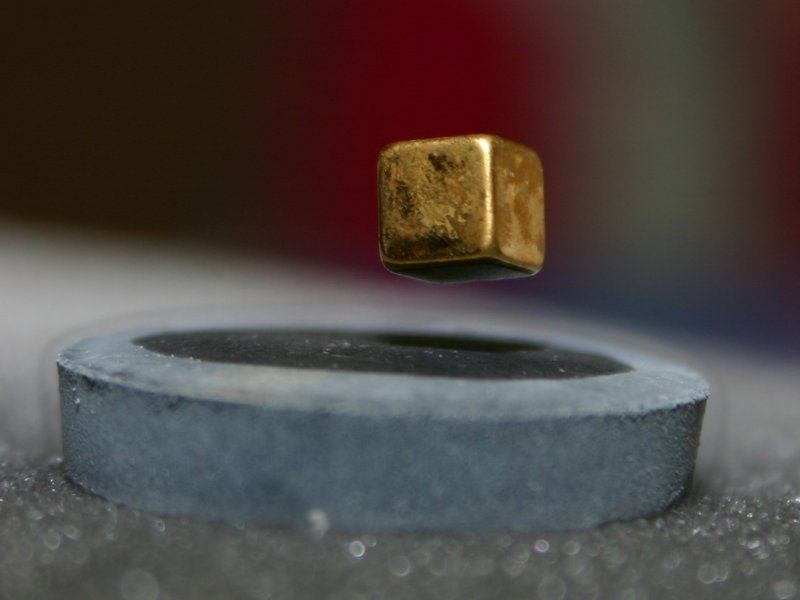
Ein Magnet schwebt über einem Hochtemperatur-Supraleiter (Meißner-Ochsenfeld-Effekt)

Nachdem Bednorz 1982 seine Arbeit bei IBM aufgenommen hatte, begann er 1983 gemeinsam mit Karl Alexander Müller seine Forschung zu Hochtemperatur-Supraleitung in Keramiken aus Kupferoxiden. Eine Veröffentlichung von Arthur W. Sleight, J. L. Gillson und P. E. Bierstedt gab Hinweise darauf, dass sich unter Oxiden potentielle Supraleiter befinden. Dies war zu der Zeit eine unkonventionelle Idee, da diese Materialien nur als Isolatoren oder Halbleiter bekannt waren. Supraleitung war damals nur bei einigen Metallen bekannt. Die bis dahin höchste Sprungtemperatur von 23,5 Kelvin (−249,65 Grad Celsius) hatte Niobgermanium, eine Legierung aus Germanium und Niob. Im Jahr 1986 konnten Bednorz und Müller erstmals eine Sprungtemperatur von 35 Kelvin bei einem Barium-Lanthan-Kuprat (La1,85Ba0,15CuO4) nachweisen. Dieses war zu dem Zeitpunkt die höchste je gemessene Temperatur für die Supraleitung.

## Physik-Nobelpreis 1987
Im April 1986 veröffentlichten Bednorz und Müller ihre Ergebnisse, die in der Folge von anderen Wissenschaftlern mehrfach bestätigt wurden. Für ihre bahnbrechende Entdeckung der Supraleitung in keramischen Materialien erhielten beide, bereits im folgenden Jahr (1987) den Nobelpreis für Physik. Dies war der kürzeste zeitliche Abstand zwischen einer Entdeckung und der Verleihung eines Nobelpreises – dicht gefolgt vom experimentellen Nachweis der Gravitationswellen, welcher im Februar 2016 veröffentlicht und ebenfalls im folgenden Jahr (2017) mit dem Nobelpreis bedacht wurde.

### Weitere Forschung und Anwendungen
Nach den Veröffentlichungen und der Nobelpreis-Verleihung beschäftigten sich viele Wissenschaftler mit Forschungen zu dem entdeckten Phänomen. Nach seiner Forschungstätigkeit bei IBM ist er beratend tätig für Anwendungen von Supraleitern. Seit dem Durchbruch von Bednorz und Müller wurden viele neue Materialmischungen untersucht und immer höhere Sprungtemperaturen erreicht, sodass bald preiswerter Flüssigstickstoff zur Kühlung für die Supraleiter ausreichte. Verlustfreie Stromübertragung konnte so praktisch erprobt werden. In der Stadt Essen ist seit April 2014 eine supraleitende 10-kV-Mittelspannungsleitung erfolgreich in Betrieb. Gegenstand weiterer Forschung sind supraleitende Motoren und Generatoren, ebenso wie supraleitende Magnetlager und supraleitende magnetische Energiespeicher.

## Ehrungen
Im Jahr 1987 wurde Bednorz zum IBM Fellow berufen. 1998 wurde er Fellow der American Physical Society, 2018 in die National Academy of Sciences gewählt.
Die Universitäten Salzburg, Regensburg, Staatliche Universität Tiflis, Schlesische Universität Katowice und die Westfälische Wilhelms-Universität Münster haben ihm die Ehrendoktorwürde verliehen.
Bednorz ist Ehrenbürger von Emsdetten. In seinem Geburtsort Neuenkirchen ist die Georg-Bednorz-Straße nach ihm benannt. Im Ortsteil St. Arnold hat die Gemeinde eine Gedenktafel an seinem Geburtshaus anbringen lassen.

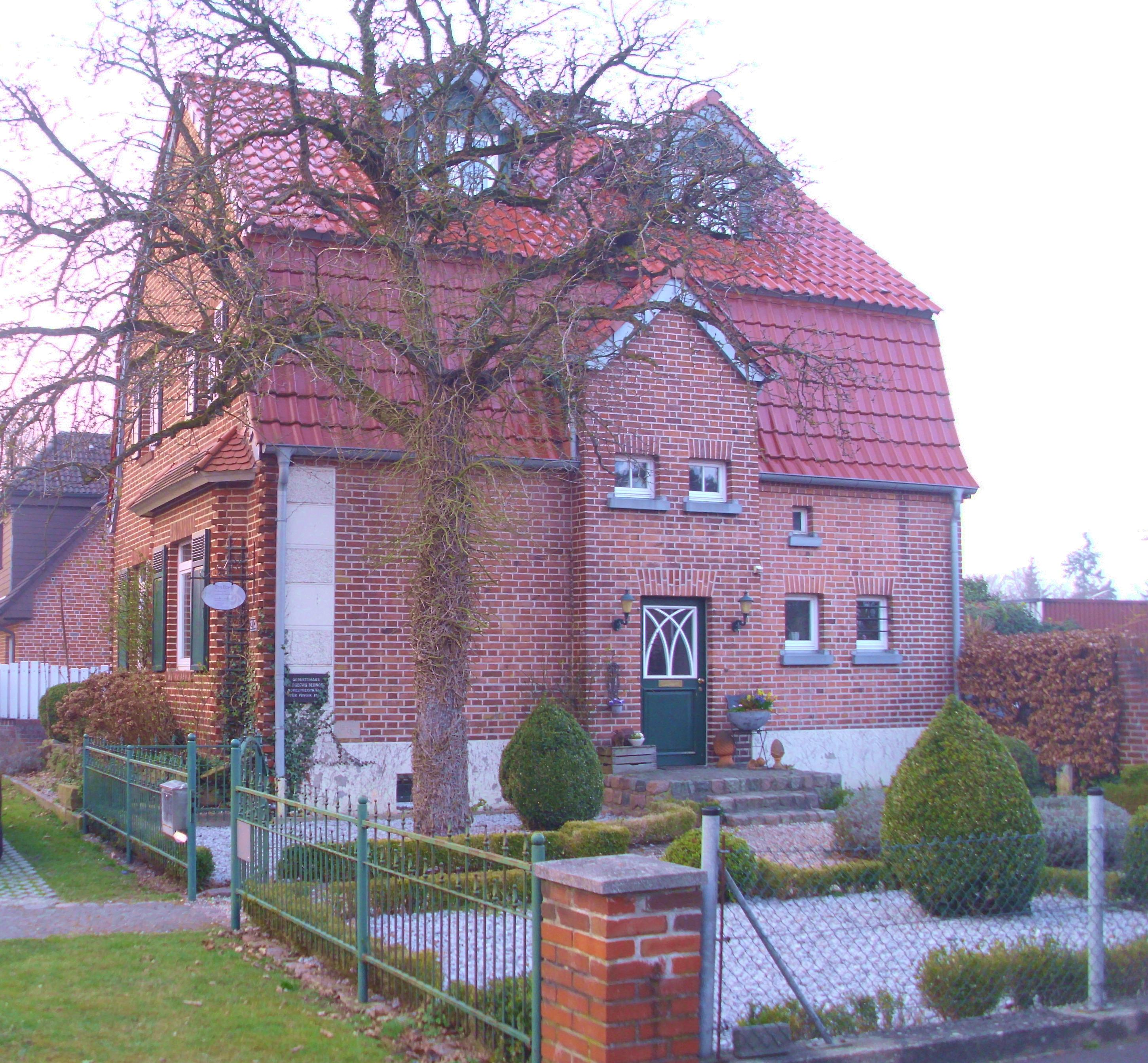
Geburtshaus in Neuenkirchen

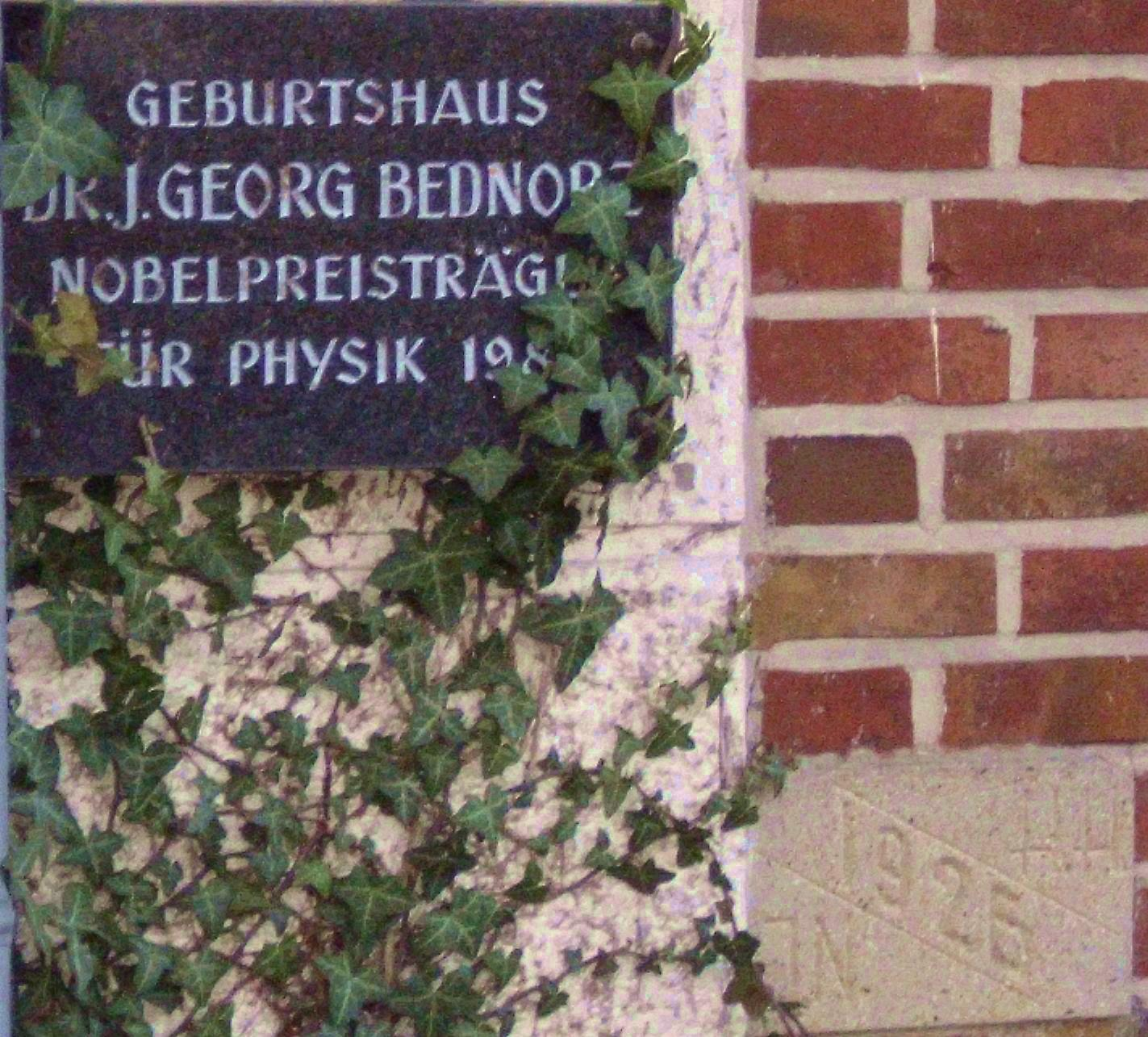
Gedenktafel am Geburtshaus

2020 wurde er mit dem Verdienstorden des Landes Nordrhein-Westfalen ausgezeichnet.

## Wissenschaftliche Auszeichnungen
Neben dem Nobelpreis erhielt Bednorz folgende Auszeichnungen:
- Marcel-Benoist-Preis (1986)
- Minnie Rosen Award (1986)
- Viktor Moritz Goldschmidt Preis (1986)
- Klung-Wilhelmy-Weberbank-Preis (1987)
- Fritz London Memorial Prize (1987)
- Dannie-Heineman-Preis der Göttinger Akademie der Wissenschaften (1987)
- Robert-Wichard-Pohl-Preis (1987)
- Hewlett-Packard Europhysics Prize (1988)
- APS International Prize for Materials Research (1988)